# Finale du Grand Prix ISU 1998-1999
Navigation
Édition précédente Édition suivante
La finale du Grand Prix ISU est la dernière épreuve qui conclut chaque année le Grand Prix international de patinage artistique organisé par l'International Skating Union. Elle accueille des patineurs amateurs de niveau senior dans quatre catégories: simple messieurs, simple dames, couple artistique et danse sur glace.
Pour la saison 1998/1999, la finale est organisée du 5 au 7 mars 1999 au complexe sportif et scénique de Saint-Pétersbourg en Russie. Il s'agit de la 4e finale depuis la création du Grand Prix ISU en 1995.

## Qualifications
Seuls les patineurs qui atteignent l'âge de 14 ans au 1er juillet 1998 peuvent participer aux épreuves du Grand Prix ISU 1998/1999. Les épreuves de qualifications sont successivement :
- le Skate America du 29 octobre au 1er novembre 1998 à Détroit
- le Skate Canada du 5 au 8 novembre 1998 à Kamloops
- la Coupe d’Allemagne du 12 au 15 novembre 1998 à Gelsenkirchen
- le Trophée de France du 20 au 22 novembre 1998 à Paris
- la Coupe de Russie du 26 au 29 novembre 1998 à Moscou
- le Trophée NHK du 2 au 6 décembre 1998 à Sapporo

Pour cette saison 1998/1999, les six meilleurs patineurs aux championnats du monde 1998 peuvent participer à trois grands-prix (mais seuls les points obtenus à deux grands-prix choisis préalablement comptent pour aller en finale). Les autres patinent pour un ou deux grands-prix. Les six patineurs des catégories individuelles masculines et féminines, les cinq couples artistiques et les cinq couples de danse sur glace qui ont obtenu le plus de points sont qualifiés pour la finale et les trois patineurs suivants sont remplaçants.
|             | Messieurs                        | Dames             | Couples                              | Danse sur glace                                                               |
| ----------- | -------------------------------- | ----------------- | ------------------------------------ | ----------------------------------------------------------------------------- |
| 1           | Evgeni Plushenko Aleksey Yagudin | Ielena Sokolova   | Elena Berejnaïa / Anton Sikharulidze | Marina Anissina / Gwendal Peizerat Anzhelika Krylova / Oleg Ovsiannikov       |
| 2           |                                  | Maria Butyrskaya  | Maria Petrova / Aleksey Tikhonov     |                                                                               |
| 3           | Aleksey Urmanov                  | Elena Liashenko   | Shen Xue / Zhao Hongbo               | Shae-Lynn Bourne / Victor Kraatz (Forfait)                                    |
| 4           | Michael Weiss                    | Tatiana Malinina  | Kyoko Ina / John Zimmerman           | Irina Lobatcheva / Ilia Averboukh                                             |
| 5           | Aleksandr Abt                    | Fumie Suguri      | Sarah Abitbol / Stéphane Bernadis    | Barbara Fusar Poli / Maurizio Margaglio Margarita Drobiazko / Povilas Vanagas |
| 6           | Elvis Stojko (Forfait)           | Irina Sloutskaïa  |                                      |                                                                               |
| Remplaçants |                                  |                   |                                      |                                                                               |
| 1er         | Takeshi Honda (Forfait)          | Nicole Bobek      | Kristy Sargeant / Kris Wirtz         | Sylwia Nowak / Sebastian Kolasinski                                           |
| 2e          | Andrejs Vlascenko (Remplaçant)   | Vanessa Gusmeroli | Jamie Salé / David Pelletier         | Kati Winkler / Rene Lohse                                                     |
| 3e          | Szabolcs Vidrai                  | Julia Soldatova   | Marina Eltsova / Andrei Bushkov      | Tatiana Navka / Roman Kostomarov                                              |

## Résultats

### Messieurs
| Rang | Nom               | Pays       | Points | Prog. court | Prog. libre |
| ---- | ----------------- | ---------- | ------ | ----------- | ----------- |
| 1    | Aleksey Yagudin   | Russie     | 1.5    | 1           | 1           |
| 2    | Aleksey Urmanov   | Russie     | 3.5    | 3           | 2           |
| 3    | Evgeni Plushenko  | Russie     | 4.0    | 2           | 3           |
| 4    | Michael Weiss     | États-Unis | 6.5    | 5           | 4           |
| 5    | Aleksandr Abt     | Russie     | 7.0    | 4           | 5           |
| 6    | Andrejs Vlascenko | Allemagne  | 9.0    | 6           | 6           |

### Dames
| Rang | Nom              | Pays        | Points | Prog. court | Prog. libre |
| ---- | ---------------- | ----------- | ------ | ----------- | ----------- |
| 1    | Tatiana Malinina | Ouzbékistan | 1.5    | 1           | 1           |
| 2    | Maria Butyrskaya | Russie      | 3.0    | 2           | 2           |
| 3    | Irina Sloutskaïa | Russie      | 4.5    | 3           | 3           |
| 4    | Ielena Sokolova  | Russie      | 6.0    | 4           | 4           |
| 5    | Fumie Suguri     | Japon       | 8.0    | 6           | 5           |
| 6    | Elena Liashenko  | Ukraine     | 8.5    | 5           | 6           |

### Couples
| Rang | Nom                                  | Pays       | Points | Prog. court | Prog. libre |
| ---- | ------------------------------------ | ---------- | ------ | ----------- | ----------- |
| 1    | Shen Xue / Zhao Hongbo               | Chine      | 1.5    | 1           | 1           |
| 2    | Elena Berejnaïa / Anton Sikharulidze | Russie     | 3.0    | 2           | 2           |
| 3    | Maria Petrova / Aleksey Tikhonov     | Russie     | 5.5    | 5           | 3           |
| 4    | Sarah Abitbol / Stéphane Bernadis    | France     | 5.5    | 3           | 4           |
| 5    | Kyoko Ina / John Zimmerman           | États-Unis | 7.0    | 4           | 5           |

### Danse sur glace
| Rang | Nom                                     | Pays     | Points | Danse imposée | Danse originale | Danse libre |
| ---- | --------------------------------------- | -------- | ------ | ------------- | --------------- | ----------- |
| 1    | Anzhelika Krylova / Oleg Ovsiannikov    | Russie   | 2.0    | 1             | 1               | 1           |
| 2    | Marina Anissina / Gwendal Peizerat      | France   | 4.0    | 2             | 2               | 2           |
| 3    | Irina Lobatcheva / Ilia Averboukh       | Russie   | 6.0    | 3             | 3               | 3           |
| 4    | Margarita Drobiazko / Povilas Vanagas   | Lituanie | 9.0    | 5             | 5               | 4           |
| 5    | Barbara Fusar-Poli / Maurizio Margaglio | Italie   | 9.0    | 4             | 4               | 5           |

## Sources
- (en) « ISU Grand Prix 1998/99 », sur Wayback Machine
- (en) « 1998-99 Grand Prix Final », sur Fandom
- Patinage Magazine N°67 (Mai-Juin 1999)